# オッキエッポ・インフェリオーレ
オッキエッポ・インフェリオーレ（伊: Occhieppo Inferiore）は、イタリア共和国ピエモンテ州ビエッラ県にある、人口約4,000人の基礎自治体（コムーネ）。

## 地理

### 位置・広がり
| 隣接するコムーネは以下の通り。 - ビエッラ - カンブルツァーノ - モングランド - オッキエッポ・スペリオーレ - ポンデラーノ |

## 行政
- 代表: Monica Mosca（2014年05月25日選出）